# Halichoeres ornatissimus
Espèce
Synonymes
- Julis ornatissimus Garrett, 1863[2]

Statut de conservation UICN

 LC  : Préoccupation mineure
Halichoeres ornatissimus est une espèce de poissons osseux de la famille des Labridae.

## Systématique
Halichoeres ornatissimus a été initialement décrite en 1863 par Andrew Garrett (d) sous le protonyme de Julis ornatissimus sur la base d'un seul spécimen capturé à Hawaï.

## Répartition
Halichoeres ornatissimus se rencontre dans les océans Indien et Pacifique à une profondeur comprise entre 4 et 15 m.

## Description
Halichoeres ornatissimus peut atteindre une longueur maximale de 18 cm.

## Publication originale
- (en) Andrew Garrett, « Descriptions of New Species of Fishes », Proceedings of the California Academy of Science, San Francisco, Inconnu, vol. 3,‎ 1863, p. 63-67 (ISSN 0068-547X, OCLC 2255608, lire en ligne).